# Clizio (troiano)
Clizio è un personaggio dell'Eneide. Non va confuso con l'omonimo giovinetto latino presente anch'egli nel poema.

## Mito
Si tratta di un compagno di Enea, come lui profugo da Troia in fiamme: insieme ai tre figli Acmone, Menesteo ed Euneo si è quindi imbarcato su una delle navi troiane alla volta dell'Italia. Muore nella guerra fra Troiani e Italici, per opera di Turno; la sua uccisione è narrata nel libro IX dell'Eneide.